# الطريق الدائري (الإسكندرية)
الطريق الدائري (الإسكندرية) أو الطريق الدائري أبيس - كارفور هو طريق مزدوج، وأحد الطرق الرئيسية داخل مدينة الإسكندرية بجمهورية مصر العربية، يربط بين منطقتي أبيس شرق المدينة، محرم بك وسط المدينة بطول حوالي 10 كم وعرض 28 متر، تبلغ سعة الطريق في الاتجاه الواحد ثلاثة حارات مرورية، والسرعة القانونية 90 كم/ساعة للسيارات. ويتقاطع الطريق مع طريقين رئيسيين هما طريق القاهرة - الإسكندرية الصحراوي وطريق القاهرة - الإسكندرية الزراعي، كما يمر الطريق على عدة معالم أهمها مطار النزهة.